# IP5 : L'Île aux pachydermes
Pour les articles homonymes, voir IP5.
Pour plus de détails, voir Fiche technique et Distribution.
IP5 : L'Île aux pachydermes est un film français réalisé par Jean-Jacques Beineix et sorti en 1992.

## Synopsis
Jockey et Tony sont amis. À la suite d'un coma éthylique fait par le père de Jockey, Tony fait la rencontre d'une jeune infirmière, Gloria, dont il tombe amoureux. Forcé par une bande de skinhead de transporter des nains de jardin à Grenoble, les deux jeunes partent à travers la France dans un voyage aussi improvisé que hors la loi. 
Lors du vol d'une voiture, ils font la connaissance d'un vieil homme qui parcourt la France avec un sac à dos et une carte sur laquelle tous les lacs sont entourés d'une marque rouge. Son sac à dos contient un vieux Luger dans le chargeur duquel se trouvent trois balles.
Les trois compères, si différents et si semblables, vont faire des expériences qui les confronteront à leurs peurs et dans un même élan ils trouveront les réponses aux questions qu'ils se posaient sur leurs existences respectives.

## Fiche technique
- Titre original : IP5 : L'Île aux pachydermes
- Réalisation : Jean-Jacques Beineix
- Scénario : Jacques Forgeas
- Adaptation : Jean-Jacques Beineix
- Décors : Ambre Fernandez, Dan Weil
- Costumes : Emmanuelle Steunou
- Photographie : Jean-François Robin
- Son : Pierre Befve, Dominique Hennequin, Jean Gargonne
- Montage : Joëlle Hache
- Musique : Gabriel Yared
- Production : Jean-Jacques Beineix, Jérôme Chalou
- Sociétés de production : Cargo Films, Gaumont
- Sociétés de distribution :  Gaumont Distribution (France), Belga Films (Belgique)
- Pays d'origine :  France
- Langue originale : français
- Format : couleur — 35 mm — 2,35:1 — son Dolby
- Genre : drame
- Durée : 119 minutes
- Dates de sortie : France : 12 juin 1992

## Distribution
- Yves Montand : Léon Marcel
- Olivier Martinez : Tony
- Sekkou Sall : Jockey dit « Jojo »
- Géraldine Pailhas : Gloria, l'infirmière
- Colette Renard : Clarisse / Monique
- Sotigui Kouyaté : Émile, le père de Jojo
- Samir Guesmi : Saddam, un jeune de l'immeuble
- Georges Staquet : Jean-Marie
- Arlette Didier : Arlouse
- Jenny Clève : la sœur de Léon
- Alain Frérot : le frère de Léon
- Olivier Barret : Kronk
- Fabien Béhar : client au restaurant
- Sylvaine Bouley : serveuse
- Kléber Bouzonne : Lulu
- Rémy Carpentier : militaire en voiture
- Laurent Duquesnoy : La Force
- Serge Feuillard : gendarme
- Jacques Giraud : gendarme
- Jane Hugon : concierge
- Bernard Lepinaux : Canon Ball
- Gabriel Monnet : boucher
- Carole Richert : Sophia
- Paul Vally : père de Léon

## Production

### Titre
Le titre du film vient de « IP » qui désigne l'Île aux pachydermes, un lieu-dit dans le film, et « 5 » car cinquième film du réalisateur Jean-Jacques Beineix.

### Mort d'Yves Montand
Ce film est le dernier film d'Yves Montand qui meurt le 9 novembre 1991 d'un infarctus du myocarde. Pour les besoins du scénario, protégé par une combinaison de plongeur sous ses vêtements, il s'était baigné, fin septembre, dans un lac glacé des étangs de Commelles de la forêt de Chantilly, près de Senlis. Après le tournage d'un ultime raccord, Montand est victime d'un malaise. « Avec tout ce que j'ai vécu, j'ai eu une vie tellement formidable que je ne regretterai pas de partir », déclare-t-il à l'un des pompiers dans l'ambulance.  Il meurt à l'hôpital de Senlis.

## Accueil
« Le grand héros de Beineix, c'est le Jeune et c'est l'Aujourd'hui.
Or c'est exactement là qu'il échoue, car jamais il ne réussit à faire entrer dans quelque légende que ce soit ces figures venues de la ville comme de la réalité, lancées dans un voyage initiatique, traversant une forêt magique à la suite d'un vieil éléphant, passeur, raconteur, proche de la mort, Yves Montand. »

— Laurence Giavarini, Cahiers du cinéma n° 458, juillet-août 1992, p. 86

## Distinctions

### Récompense
- Festival international du film de Seattle 1992 : Meilleur film

### Nomination
- César 1993 : Meilleur espoir masculin pour Olivier Martinez